# Хедили
Хедили (на турски: Hedeyli) е село в околия Хайраболу, вилает Родосто (Текирдаг), Турция. Според оценки на Статистическия институт на Турция през 2018 г. населението на селото е 295 души.

## География
Селото се намира в историко–географската област Източна Тракия, на 68 километра югоизточно от Одрин.

## История
През 19 век Хедили е българско село в Хайреболска каза на Одринския вилает на Османската империя. Според статистиката на професор Любомир Милетич в 1912 година в Хедили живеят 84 български екзархийски семейства или 519 души.
При избухването на Балканската война в 1912 година 1 човек от Хедили е доброволец в Македоно-одринското опълчение.
Българското население на Хедили се изселва след Междусъюзническата война в 1913 година.

## Личности
Родени в Хедили
- Георги Николов, македоно-одрински опълченец, 2 рота на 8 костурска дружина[4]

,